# Turistická značená trasa 7371
Turistická značená trasa 7371 je 2.5 km dlouhá žlutě značená turistická trasa Klubu českých turistů v okrese Ústí nad Orlicí spojující česko-polskou státní hranici a rozcestí u Středního odborného učiliště východně od Dolní Boříkovice.

## Průběh trasy
Trasa 7371 začíná u bývalé celnice v Dolní Lipce v Mladkovském sedle, kde navazuje na rovněž žlutě značenou polskou turistickou trasu přicházející sem z Międzylesie. Vede přibližně jižním směrem po silnici I/43 na křižovatku se silnicí II/312 u Dolních Boříkovic, a poté po asfaltové komunikaci k jihovýchodu ke Střednímu odbornému učilišti, kde končí. Navazuje zde na ní červeně značená trasa 0415 do Králík nebo opačným směrem na dělostřeleckou tvrz Bouda. Trasa 7371 přivádí do České republiky z Polska mezinárodní turistickou trasu E3, která dále pokračuje po trase 0415 ve směru na Králíky.

## Historie
Původní konec trasy byl na křižovatce silnice severně od Dolních Boříkovic. Po přeložení trasy 0415 na nově vybudovanou komunikaci z Dolních Boříkovic k SOU byla trasa 7371 prodloužena v trase původně využívanou 0415.